# Češnjice, Lukovica
Češnjice nad Blagovico so naselje v Občini Lukovica. Na hribu se dviga cerkev Karmelske matere božje, zato se hrib imenuje tudi Karmelska gora. Vsako nedeljo po 16. juliju je v cerkvi slovesnost - Škap(u)lirska nedelja, ki je tradicionalno najmnožičnejše srečanje sedanjih in odseljenih krajanov ter njihovih potomcev. 
V Krajevni skupnosti Češnjice so kraji Lipa, Češnjice, Poljana in Selce.
Cerkev Karmelske matere božje na Češnjicah je župnijska cerkev Župnije Češnjice. Na oboku cerkve je zanimiva freska fare v 19. stoletju, ki kaže, da je imela takrat vsaka od šestih vasi v fari 7 domačij.